# シアトル (高速戦闘支援艦)
| USS Seattle AOE-3 |                                                                                                 |
| 艦歴              |                                                                                                 |
| 発注              |                                                                                                 |
| 起工              | 1965年10月1日                                                                                   |
| 進水              | 1968年3月1日                                                                                    |
| 就役              | 1969年4月5日                                                                                    |
| 退役              | 2005年3月15日                                                                                   |
| 除籍              |                                                                                                 |
| その後            | 処分待機状態                                                                                    |
| 母港              | ノーフォーク                                                                                    |
| 性能諸元          |                                                                                                 |
| 排水量            | 軽荷排水量：18,900t 満載排水量：50,000t                                                         |
| 全長              | 796 ft (243 m)                                                                                  |
| 全幅              | 107 ft (33 m)                                                                                   |
| 吃水              | 38 ft (11.6 m)                                                                                  |
| 機関              | 蒸気タービン2基 2軸, 100,000 shp(75MW)                                                          |
| 最大速度          | 26ノット                                                                                        |
| 乗員              | 600人                                                                                           |
| 兵装              | 20mmファランクスCIWS 2基 NATOシー・スパロー Mark 29艦対空ミサイル8連装発射機 1基 12.7mm機銃六基 |
| モットー          |                                                                                                 |

シアトル(USS Seattle, AOE-3)は、アメリカ海軍の補給艦。サクラメント級高速戦闘支援艦の3番艦。艦名はワシントン州シアトルに因む。その名を持つ艦としては2隻目である。

## 艦歴
シアトルは1965年10月1日にワシントン州ブレマートンのピュージェット・サウンド海軍工廠で起工する。1968年3月2日にウィリアム・M・アラン夫人（シアトルの幼児整形外科病院協会の会長）によって命名、進水する。1969年4月5日、ブルース・キーナー三世艦長の指揮下就役した。
整調航海の後、シアトルは1969年9月24日にピュージェット・サウンド海軍工廠を出港、ノーフォークへ向かう。途中ロングビーチ、サンディエゴ、アカプルコ、パナマ運河およびニューオーリンズを訪れ母港のノーフォークには11月22日に到着した。
シアトルはグアンタナモ湾で整調訓練を行うため1970年1月2日にノーフォークを出港し、1月13日に空母アメリカ(USS America, CVA-66)と併走、給油を行っている。1月19日にグアンタナモを出港、再び訓練を行った後ハイチのポルトープランスを訪れ、1月26日にグアンタナモに帰還した。
演習及び戦闘訓練の後、シアトルはフロリダ州メイポートからノーフォークに向けて出港、2月12日に到着した。
2月26日にシアトルはタグボートと衝突し燃料タンクを損傷、2時間に渡って油を流出させた。油はすぐに除去作業が行われ、損傷は軽微な物であった。
シアトルはノーフォークを8月27日に出港、初の海外任務を行う。9月6日にポルトガルのリスボンに入港、8日にはスペインのロタに停泊する。翌日ジブラルタル海峡を通り抜けて、シアトルはコンコード(USS Concord, AFS-5)に貨物を積み込み、シチリア島のアウグスタ経由で東地中海へ向かった。ヨルダン内戦により地中海の緊張が高まり、シアトルは空母サラトガ(USS Saratoga, CVA-60)の補給支援および護衛を行った。同月末にはリチャード・ニクソン大統領から僚艦11隻と共に観閲を受ける。
シアトルは地中海東部でサラトガの支援を続け、10月20日にはギリシャのアテネに入港した。
10月29日にアテネを出港し、11月9日には再びシチリア島のアウグスタに入港、補給と給油を行った後11月12日にイタリア海軍最大の基地タラントに入港した。
11月16日にタラントを出港すると第6艦隊の艦艇に対し補給作業を行い、その後11月25日から12月1日までナポリに停泊、12月8日から14日までスペインのバルセロナに停泊した。その後フランスのヴィラフランシェに年末まで停泊した。
シアトルは1971年1月6日にシチリア島南東での作戦行動に入る。1月17日から22日までナポリに停泊、その後イオニア海で活動した後2月20日までバルセロナに停泊、帰路に入り3月1日には母港のノーフォークに到着した。
シアトルは8月10日にプエルトリコに向けて出港、8月13日にルーズベルト・ローズ海軍基地に到着する。プエルトリコ、バージン諸島、グアンタナモおよびハイチで活動した後10月11日にノーフォークへ帰港する。
12月1日、シアトルはバージニア州クラニー・アイランドを出港し、6ヶ月間の地中海配備に入る。12月9日にスペインのロタに到着、翌日シチリア島のアウグスタに向かい16日に到着する。12月19日にナポリに向かい、クリスマスを同地で過ごした。12月28日にナポリを出港、バルセロナには大晦日に到着した。
7ヶ月に及ぶ地中海配備の完了後、シアトルは1972年6月29日にノーフォークへ帰港した。その後4ヶ月間に渡ってノーフォークから活動し、10月24日、第6艦隊の予定外の配備のため出港した。シアトルは地中海西部でのオペレーション・バイスタンダーに参加し、ノーフォークに帰港する前にナショナル・ウィーク XIV 演習に参加、ノーフォークには12月19日帰還した。
シアトルは1972年の残りと1973年前半の半年間をノーフォークからの活動で過ごす。6月に海外へ展開し、12月1日に再びノーフォークに帰還した。
シアトルは2004年6月にジョン・F・ケネディ(USS John F. Kennedy, CV-67)空母戦闘団の一部としてペルシャ湾に展開した。2004年8月12日にシアトルはインドネシア船籍の貨物船エドハIIの乗組員12名を救助した。生存者はイラクのウム・カスルに送り届けられた。2004年12月14日にシアトルはノーフォークへ帰還した。
シアトルは2005年3月15日に退役した。